# 土瓜灣避風塘

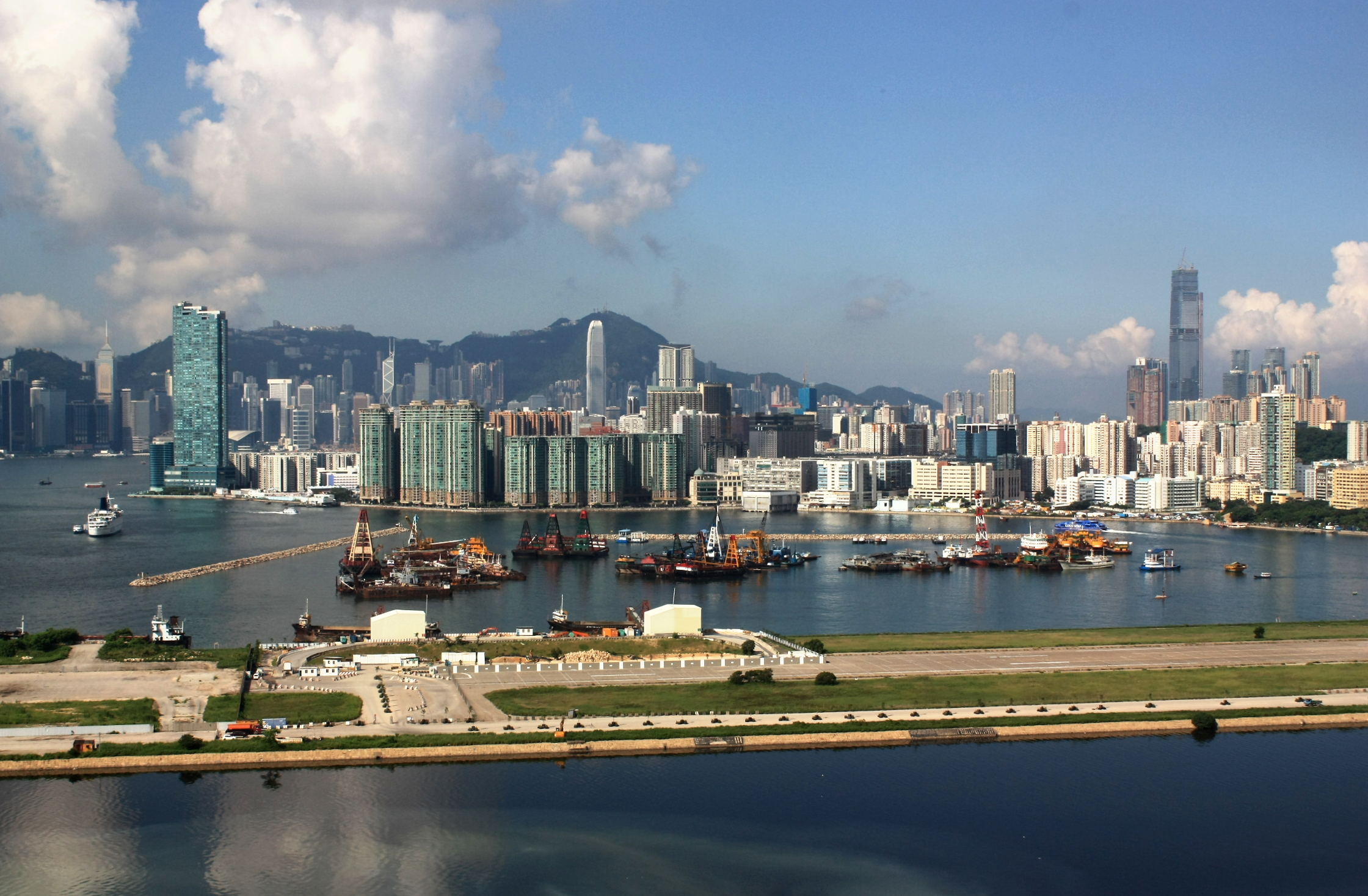
土瓜灣避風塘(2009)

土瓜灣避風塘是一个是位於香港九龍土瓜灣的避風塘，面積為14.8公頃。其具體位置為啓德機場跑道區西南面，馬頭角東南面，海心公園東北面。其出入口設於避風塘的南方，准許出入的船隻總長度不得超過50公尺。

## 使用率
政府文件顯示，在 2013年多個颱風襲港期間，到土瓜灣避風塘碇泊的船隻超過一百七十多艘，使用率超過 70%。
2018年超強颱風山竹襲港期間，全港14個避風塘當中有3個（即藍巴勒海峽避風塘、土瓜灣避風塘及屯門避風塘）的使用率達100％，其餘11個避風塘仍有避風泊位可供使用。
根據政府2020年的資料，本港14個海事處轄下的避風塘，有超過1半的使用率近70%或以上，當中土瓜灣避風塘使用率更是100%。

## 水質問題
2024年中，環境保護署聯同土木工程拓展署透過生物除污法來改善避風塘水質和氣味問題。工程覆蓋約3.3公頃面積，目標是處理海牀以下500毫米內的海泥。工程已於2024年尾完成，避風塘水質得到改善，海泥顏色變淺，氣味問題也顯著改善了。

## 外部連結
维基共享资源上的相關多媒體資源：土瓜灣避風塘